# Heinz Gildemeister
Heinz Gunter Gildemeister Bohner (Santiago, 18 de octubre de 1960) es un extenista chileno nacionalizado peruano. Es hermano del extenista Hans Gildemeister y fue el esposo de la argentino-peruana Laura Arraya.
En su carrera adulta ganó un título ATP de categoría Masters 1000, el Torneo de Hamburgo en dobles con el ecuatoriano Andrés Gómez. Fue el capitán del equipo peruano de Copa Davis en 1993 y 1994.

## Vida personal
Nació en la comuna de Providencia siendo el menor de los hijos del matrimonio formado por los peruanos de origen chileno alemán Benito Enrique Gildemeister Ruemann y Elena Bohner Schertel. A diferencia de su hermano Hans, quien nació en el Perú y se nacionalizó chileno, Heinz adquirió la nacionalidad peruana por ser hijo de padres peruanos.
Contrajo matrimonio civil en Vilcún, comuna de la región de La Araucanía, el 29 de octubre de 1999 con Alice Claudia Menzel Thielemann, (hija de Óscar Menzel Muller y Clara Nancy Thielemann Rodríguez). Actualmente reside en Temuco.

## Títulos (1)

### Dobles (1)
| Leyenda                |
| Grand Slam (0)         |
| Tennis Masters Cup (0) |
| ATP Masters Series (1) |
| ATP Tour (0)           |

| N.º | Fecha              | Torneo             | Superficie    | Pareja                 | Oponentes en la final                     | Resultado |
| --- | ------------------ | ------------------ | ------------- | ---------------------- | ----------------------------------------- | --------- |
| 1.  | 12 de mayo de 1980 | Hamburgo, Alemania | Tierra batida | Andrés Gómez (Ecuador) | Reinhart Probst / Max Wunschig (Alemania) | 6-3 6-4   |